# Марко Симич
Марко Симич (серб. Marko Simić, нар. 16 червня 1987, Белград) — чорногорський футболіст, захисник клубу «Пахтакор».
Виступав, зокрема, за клуби БАТЕ та «Кайсеріспор», а також національну збірну Чорногорії.
Дворазовий чемпіон Білорусі у складі БАТЕ. 

## Клубна кар'єра
У дорослому футболі дебютував 2006 року виступами за команду клубу «Спартак» (Варна), в якій провів один сезон. 
Згодом з 2007 по 2008 рік грав у складі команд клубів «Керноморетс Бйала», «Раднички» (Крагуєваць) та «Младеноваць».
Своєю грою за останню команду привернув увагу представників тренерського штабу клубу «Гонвед», до складу якого приєднався 2008 року. Відіграв за клуб з Будапешта наступний сезон своєї ігрової кар'єри.
Протягом 2009—2010 років захищав кольори клубів «Бежанія» та «Ягодина».
У 2011 році уклав контракт з клубом БАТЕ, у складі якого провів наступний рік своєї кар'єри гравця.  Більшість часу, проведеного у складі БАТЕ, був основним гравцем захисту команди.
З 2013 року три сезони захищав кольори команди клубу «Кайсеріспор». Граючи у складі «Кайсеріспора» також здебільшого виходив на поле в основному складі команди.
З 2016 року один сезон захищав кольори команди клубу «Хапоель» (Тель-Авів). 
Протягом 2017 року захищав кольори команди клубу «Ростов».
До складу клубу «Пахтакор» приєднався 2017 року. Станом на 3 травня 2018 року відіграв за ташкентську команду 22 матчі в національному чемпіонаті.

## Виступи за збірну
У 2013 році дебютував в офіційних матчах у складі національної збірної Чорногорії.

## Титули і досягнення
- Чемпіон Білорусі (2):

БАТЕ:  2011, 2012
- Володар Суперкубка Білорусі (1):

БАТЕ:  2011
- Чемпіон Узбекистану (1):

«Пахтакор»: 2019
- Володар Кубка Узбекистану (1):

«Пахтакор»: 2019
- Володар Кубка Латвії (1):

«Лієпая»: 2020
- Чемпіон Чорногорії (1):

«Будучност»: 2022-23